# Ottersberg
Ottersberg (niederdeutsch Otterbarg) ist ein Flecken im Norden des Landkreises Verden, Niedersachsen.

## Geografie

### Geografische Lage
Ottersberg und Fischerhude liegen in der Wümmeniederung, Quelkhorn und Otterstedt auf dem Geestrücken der Zevener Geest (Endmoränen) und Posthausen ist der Zusammenschluss der Straßendörfer von Ottersberg im kultivierten Moor.

Es sind die Findorffstrukturen, die nach Jürgen Christian Findorff benannt sind, der vor etwa 250 Jahren die Besiedlung des Teufelsmoores geplant hat. Sie heißen unter anderem Allerdorf, Grasdorf, Hintzendorf, Schanzendorf, Stellenfelde, Mitteldorf, Giersdorf.

### Fleckengliederung
Der Flecken Ottersberg ist eine Einheitsgemeinde und besteht aus den Ortschaften Flecken Ottersberg und Flecken Fischerhude sowie Otterstedt, Posthausen und Narthauen. Weitere Ortsteile sind Benkel, Eckstever, Grasdorf, Ottersberg-Bahnhof sowie Quelkhorn.

### Nachbargemeinden
Ottersberg grenzt im Westen an die Stadt Bremen, im Südwesten an Oyten und Achim, im Süden an Langwedel, im Osten an die Samtgemeinde Sottrum (Landkreis Rotenburg (Wümme)), im Norden an die Samtgemeinde Tarmstedt (Landkreis Rotenburg (Wümme)) und im Norden an Grasberg und Lilienthal (Landkreis Osterholz).

## Geschichte
In Ottersberg ist an einem noch nicht sicher lokalisierten Standort um 1180 die Burg Boberg errichtet worden. Im Zuge der Neuerrichtung nach einer Zerstörung wechselte sie ihren Namen zu Burg Ottersberg. Nach einer erneuten Zerstörung 1235 wurde sie nicht wieder aufgebaut. Das Erzbistum Bremen errichtete vermutlich am selben Platz um 1305 eine zweite Burg Ottersberg. Zur Festung ausgebaut, wurde sie nach dem Siebenjährigen Krieg abgerissen.
Im Schwedisch-Brandenburgischen Krieg von 1675 bis 1676 wurde das schwedische Ottersberg in einem Feldzug durch mehrere Staaten des Heiligen Römischen Reiches und Dänemark erobert und blieb bis zum Kriegsende 1679 alliierter Besitz.
1679 fiel im Zuge des Friedens von Saint-Germain Ottersberg wieder an Schweden. Im weiteren Verlauf gelangte Ottersberg an das Kurfürstentum Braunschweig-Lüneburg, an das Königreich Westphalen, unter Napoléon Bonaparte an das Département des Bouches-du-Weser des Französischen Kaiserreiches. Bis 1866 war Ottersberg Teil des Königreiches Hannover. Nach dessen Annexion durch Preußen befand es sich in der preußischen Provinz Hannover, aus der nach dem Zweiten Weltkrieg das Land Hannover und schließlich das Land Niedersachsen wurde. Nach dem Zweiten Weltkrieg hat sich, insbesondere durch die Ansiedlung vieler Flüchtlinge und Heimatvertriebener, der Ortsteil Ottersberg-Bahnhof südlich der Bahnlinie entwickelt. Dieser Ortsteil besitzt ein eigenes Zentrum entlang der Verdener Straße.

Am 30. Dezember 1906 fuhr im Bahnhof Ottersberg ein Schnellzug, dessen Lokomotivführer in dichtem Nebel das „Halt“ gebietende Signal nicht gesehen hatte, in die Flanke eines dort rangierenden Güterzugs. Acht Menschen starben. 

## Eingemeindungen
Am 1. Juli 1972 wurden die Gemeinden Fischerhude (Flecken), Narthauen, Otterstedt und Posthausen mit dem Flecken Ottersberg zum Flecken Ottersberg zusammengefasst.

## Politik

### Gemeinderat
Der Rat des Fleckens Ottersberg besteht aus 28 Mitgliedern. Dies ist die festgelegte Anzahl für eine Gemeinde mit einer Einwohnerzahl zwischen 11.001 und 12.000 Einwohnern. Die 28 Ratsmitglieder werden durch eine Kommunalwahl für jeweils fünf Jahre gewählt. Stimmberechtigt im Rat der Gemeinde ist außerdem der hauptamtliche Bürgermeister. Die aktuelle Amtszeit begann am 1. November 2021 und endet am 31. Oktober 2026.
Die vergangenen Gemeinderatswahlen ergaben folgende Sitzverteilungen:
| Partei / Liste                                | 2021     | 2016     | 2011     |
| Christlich Demokratische Union (CDU)          | 10       | 11       | 11       |
| Sozialdemokratische Partei Deutschlands (SPD) | 6        | 6        | 6        |
| Bündnis 90/Die Grünen                         | 5        | 3        | 3        |
| Freie Grüne Bürgerliste Ottersberg (FGBO)     | 4        | 6        | 6        |
| Die Linke                                     | 1        | 1        | 1        |
| Freie Demokratische Partei (FDP)              | 1        | 1        | 1        |
| Die Partei                                    | 1        | -        | -        |
| Gesamt                                        | 28 Sitze | 28 Sitze | 28 Sitze |

### Bürgermeister
Hauptamtlicher Bürgermeister des Fleckens Ottersberg ist Tim Willy Weber. Er wurde im April 2020 mit 51,6 % der Stimmen gewählt und setzte sich gegen den CDU-Kandidaten Reiner Sterna durch. Er folgt damit Horst Hofmann (CDU) (2014–2020).

### Wappen
Das Wappen des Fleckens zeigt einen aus dem Wasser empor steigenden Fischotter mit Fisch im Maul auf blauem Grund (Wümme). Der Fischotter ist nicht naturalistisch dargestellt, sondern heraldisch verändert mit Löwenkopf und Adlerkrallen.

### Partnerschaften
Ottersberg ist im Kommunalverbund Niedersachsen/Bremen vertreten.

### Ortsrat
Der Ortsrat, der den Ortsteil Ottersberg des gleichnamigen Fleckens vertritt, setzt sich aus sieben Mitgliedern zusammen. Die Ratsmitglieder werden durch eine Kommunalwahl für jeweils fünf Jahre gewählt.

Bei der Kommunalwahl 2021 ergab sich folgende Sitzverteilung:
| Ortsrat 2021Insgesamt 7 Sitze - Linke: 1 - SPD: 2 - Grüne: 1 - FGBO: 1 - CDU: 2 |

## Kultur und Sehenswürdigkeiten

### Amtshof
In Ottersberg befindet sich der schlossähnliche Amtshof von 1585, welcher früher eine Burg war. Hier sind auch Reste des Wall- und Burggrabens (Gräfte) erhalten. Umfassend restauriert beherbergt das Baudenkmal seit 1946 die Freie-Rudolf-Steiner-Schule.

### Kirche

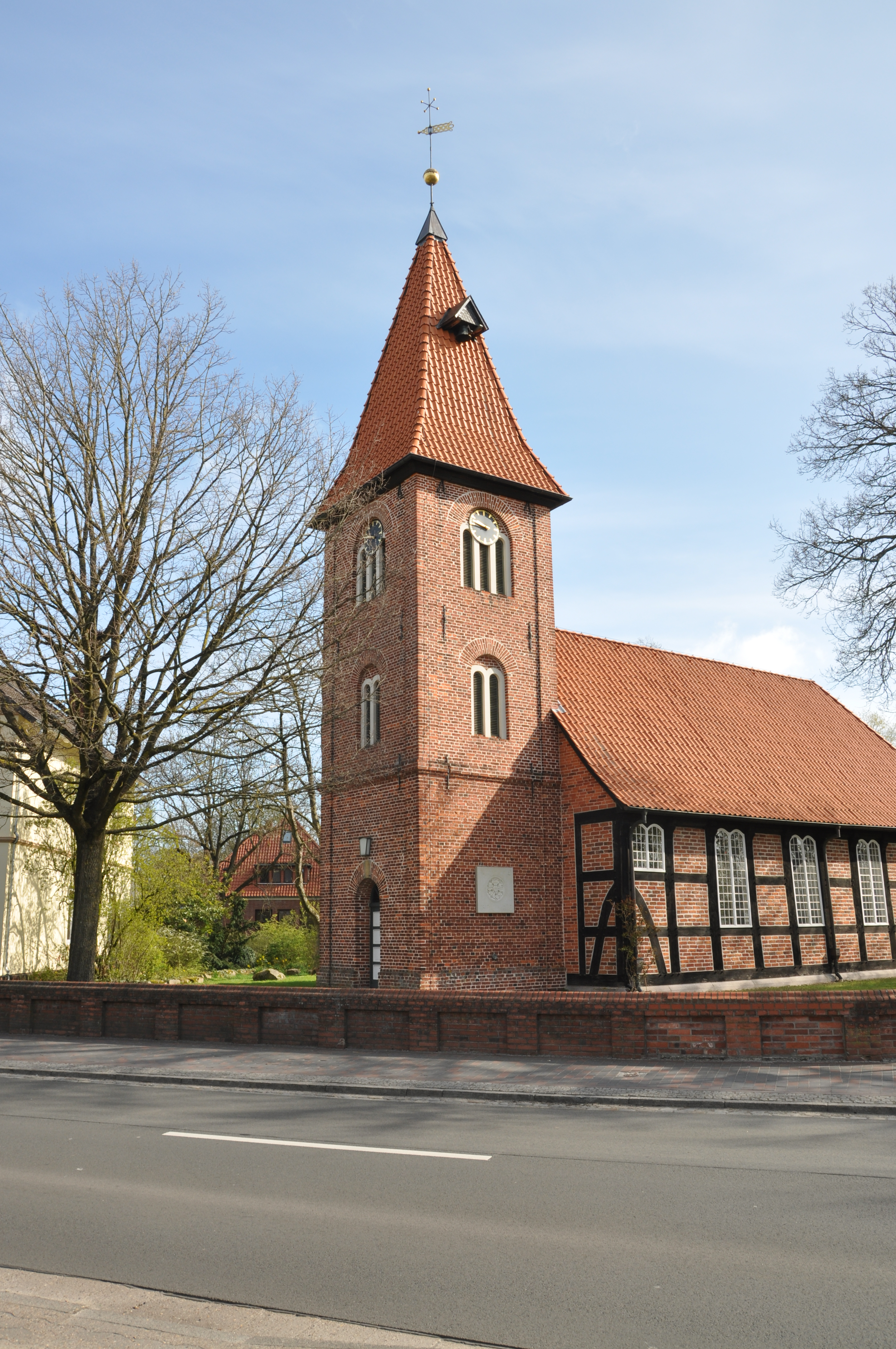
Kirche in Ottersberg

Die ursprüngliche Kapelle, als Filiale der Kirchengemeinde Otterstedt errichtet, wurde im Dreißigjährigen Krieg zerstört. 1667/68 wurde eine neue Kirche errichtet. Seit 1842 hat sie einen festen Glockenturm, der den alten hölzernen freistehenden Glockenturm ersetzte. 1959 wurde die Kirchengemeinde selbstständig, die Kirche erhielt den Namen Christopherus-Kirche. Die Kirche gehört zur Evangelisch-lutherischen Kirchengemeinde Ottersberg.

### Künstlertradition Fischerhude
In Fischerhude finden sich noch die Unterkünfte von Künstlern wie Otto Modersohn.
Otto Modersohn wohnte in dem Haus von Frese Bodderweg/Wilhelmshauser Str. in Quelkhorn. Beerdigt ist er auf dem Friedhof in Quelkhorn.
Ebenfalls in Ottersberg wohnt und arbeitet der Künstler Martin Voßwinkel.
Siehe auch Liste von Künstlern, die in Fischerhude gewirkt haben oder noch wirken und Kategorie:Künstler (Fischerhude).

### Jüdischer Friedhof Otterstedt
Auf dem jüdischen Friedhof, der an der Straße zwischen Otterstedt und Ottersberg liegt, befinden sich 27 Mazewas (Grabsteine) für Juden aus Ottersberg und Umgebung, die vermutlich ab 1810 bis 1920 verstorben sind. Der Friedhof ist ein Kulturdenkmal.

## Wirtschaft und Infrastruktur

### Wirtschaft
In Posthausen entwickelte sich mit dem Kaufhaus Dodenhof ein kleiner Familienbetrieb zu einem der größten Einkaufszentren Norddeutschlands. Von Bedeutung ist außerdem der Nahrungsmittelindustriebetrieb Buss.
In Ottersberg gibt es Geschäftsstellen der Volksbank Wümme-Wieste und der Kreissparkasse Verden.

### Öffentliche Einrichtungen
Nächstgelegene Krankenhäuser sind die Aller-Weser-Klinik in Achim, das Agaplesion Diakonieklinikum Rotenburg, die Krankenhäuser in Bremen und die Residenz-Klinik in Lilienthal.

### Bildung
- Grundschulen Fischerhude mit Außenstellen Otterstedt und Posthausen
- Wümmeschule, Oberschule
- Gymnasium Ottersberg, Sekundarstufe I
- Freie Rudolf Steiner-Schule Ottersberg, eine Waldorfschule
- Hochschule für Künste im Sozialen Ottersberg mit den Bachelor-Studiengängen Kunst im Sozialen, Kunsttherapie, Theater im Sozialen und Freie Bildende Kunst

### Verkehr

#### Straße
Der Ort liegt an der A 1 zwischen Bremen und Hamburg sowie an Landesstraßen nach Bremen und Verden. Nach Ottersberg gelangt man über die Abfahrten Posthausen und Stuckenborstel. Früher führte auch die Bundesstraße 75 durch den Ort.

#### Eisenbahn
Der Ort verfügt über einen Bahnhof an der Bahnstrecke Wanne-Eickel–Hamburg, an dem im Rahmen des Hanse-Netzes verkehrende Regionalbahnen der metronom Eisenbahngesellschaft auf der Verbindung RB 41 Hamburg–Bremen halten. Die Eisenbahnlinie wurde beim Bau südlich am Dorf vorbeigeführt. Der Bahnhof heißt bei der Deutschen Bahn immer noch Ottersberg (Hannover), weil er im historischen Land Hannover liegt. Das Bahnhofsgebäude beherbergt und verwaltet seit 1991 der Kulturverein Bahnhof – Initiative für neues Wohnen. Studenten kauften das Bauwerk damals, bauten es zum Wohnheim um und bewahren die Bausubstanz des denkmalgeschützten Gebäudes so vor dem Verfall.

#### Fahrradtourismus
Durch den Ort führt der Radfernweg Hamburg–Bremen.

## Persönlichkeiten

### Töchter und Söhne des Ortes
- Minna Heineman, geb. Hertz (1847–1927), Namensgeberin der Minna-James-Heineman-Stiftung
- Dicky Schumacher (1863–1933), deutsch-englischer Fußballschiedsrichter
- Hermann Kunst (1907–1999), evangelischer Militärbischof, EKD-Bevollmächtigter bei der Bundesregierung
- Harald Vogel (* 1941), Organist, Orgelforscher
- Joel Stuehl (* 1982), Schauspieler

### Weitere Persönlichkeiten
- Eduard Mohr (1828–1876), Afrikaforscher, wohnte von 1870 bis 1871 in Ottersberg
- Hans Bohnenkamp (1893–1977 in Ottersberg), Mitglied der SA und der NSDAP, Offizier, Pädagoge, Hochschullehrer und Hochschuldirektor
- Martin Lüttge (1943–2017), Schauspieler und Regisseur, ging bis Ende der 1950er Jahre in Ottersberg zur Waldorfschule
- Moritz Rinke (* 1967), Dramatiker und Romanautor, besuchte die Ottersberger Waldorfschule
- Rafael Czichos (* 1990), Fußballspieler, spielte von 2008 bis 2010 sowie in der Jugend für den TSV Ottersberg